# Heinrich Becker (Panzer)
Heinrich Becker (Panzer) (23 de janeiro de 1914 - 17 de fevereiro de 1960) foi um oficial alemão que serviu durante a Segunda Guerra Mundial. Foi condecorado com a Cruz de Cavaleiro da Cruz de Ferro.

## Carreira

### Patentes
-->

## Condecorações
| Cruz de Ferro 2ª Classe                                |
| Cruz de Ferro 1ª Classe                                |
| Cruz de Cavaleiro da Cruz de Ferro 15 de março de 1943 |